# Rolf Daniel
Rolf Daniel (* 20. September 1963 in Kassel) ist ein deutscher Mikrobiologe. Er ist seit Februar 2012 Professor und Leiter der Abteilung für Genomische und Angewandte Mikrobiologie an der Georg-August-Universität Göttingen.

## Leben
Rolf Daniel legte 1983 an der Jacob-Grimm-Schule in Kassel sein Abitur ab, um anschließend Biologie an der Georg-August-Universität zu studieren. Unter der Anleitung von Gerhard Gottschalk erlangte er 1991 mit der Arbeit „Isolierung und Charakterisierung der Glycerin-Dehydrogenase aus Citrobacter freundii“ sein Diplom, gefolgt von einer bis 1994 andauernden Promotion, in welcher er sich mit der Glycerinvergärung in C. freundii beschäftigte.
Ein Forschungsstipendium der Deutschen Forschungsgemeinschaft ermöglichte ihm von 1995 bis 1996 den Aufenthalt in der Arbeitsgruppe von Randy Schekman am Institut für Molekulare Zellbiologie der University of California, Berkeley. 2003 habilitierte Daniel am Institut für Mikrobiologie und Genetik der Universität Göttingen, an welchem er im Februar 2012 schließlich die Professur für Genomische und Angewandte Mikrobiologie übernahm.

## Forschung
Daniel nutzt sowohl metagenomische als auch metatranskriptomische Analyseverfahren zur Untersuchung von natürlichen Bakteriengemeinschaften sowie zur Identifizierung neuer Enzyme, welche als Biokatalysatoren in der chemischen Industrie Verwendung finden. Ermöglicht wird die Forschung in diesem Fachbereich durch das ihm zugehörige Göttingen Genomics Laboratory, welches über die nötige Ausstattung zur Sequenzierung entsprechend großer Mengen DNA verfügt und unter anderem eine detaillierte Analyse des Erregers der HUS-Epidemie 2011, Escherichia coli O104:H4, erstellte.

## Gesellschaften und Gremien
- seit 2007: Mitglied der Redaktionsleitung bei Applied and Environmental Microbiology[6]
- 2012–2016: Geschäftsführender Direktor des Instituts für Mikrobiologie und Genetik der Georg-August-Universität Göttingen[7]
- seit 2012: Vorsitzender des Göttingen Genomics Laboratory[7]
- seit 2013: Sprecher des Vorstands des Norddeutschen Zentrums für Mikrobielle Genomforschung[8]
- seit 2014: Mitglied der Redaktionsleitung bei PLOS ONE[9]

## Auszeichnungen
- 2013: Norddeutscher Wissenschaftspreis (im Rahmen des Norddeutschen Zentrums für Mikrobielle Genomforschung)[10]

## Werke
- mit Ruth A. Schmitz, Uwe Deppenmeier und Gerhard Gottschalk: The Anaerobic Way of Life. Hrsg.: Eugene Rosenberg, Edward F. DeLong, Stephen Lory, Erko Stackebrandt, Fabiano Thompson (= The Prokaryotes. Prokaryotic Communities and Ecophysiology). 4. Auflage. Springer Reference, Heidelberg 2013, ISBN 978-3-642-30122-3, Kap. 13, S. 259–273, doi:10.1007/978-3-642-30123-0 (englisch).
- mit Wolfgang R. Streit (Hrsg.): Metagenomics – Methods and Protocols (= Methods in Molecular Biology. Band 1539). 2. Auflage. Humana Press, New York City 2017, ISBN 978-1-4939-6689-9, doi:10.1007/978-1-4939-6691-2 (englisch).